# Фрегати типу «Ліндер»
Фрегати типу «Ліндер» або фрегати типу 12I, один з найчисельніших та типів фрегатів у сучасній історії Королівського флоту, які найдовше перебували у строю. Тип був побудований у трьох серіях між 1959 та  1973 роками. Для кораблів такого класу фрегати типу «Ліндер»  мали незвичайно високу впізнаваність серед громадськості, не в останню чергу завдяки популярному драматичному серіалу BBC  «Корабель» (Warship). «Ліндери» стали уособленням Королівського флоту з 1960-х до 1980-х.
Фрегати типу «Ліндер» або похідні від них проєкти були побудовані для інших флотів:
- Військово-морські сили Нової Зеландії - типу «Ліндер»
- Військово-морські сили Чилі:  типу «Кондел»
- Військово-морські сили Австралії: типу «Рівер»
- Військово-морські сили Індії:  типу «Нілґірі»
- Військово-морські сили Нідерландів:  типу «Ван Шпейк»

## Конструювання
Політика Королівського флоту у 1950-х роках щодо використання окремих типів фрегатів, призначених для спеціалізованих завдань (тобто протичовнових, протиповітряної оборони і авіаційного наведення), виявилася невдалою. Хоча тактико-технічні характеристики кожного окремого типу кораблів були достатніми, відсутність стандартизації між різними типами призвела до збільшення витрат під час будівництва, а також на технічне обслуговування після того, як кораблі почали експлуатуватися. Крім того, не завжди були наявні спеціалізовані кораблі для виконання конкретного завдання у конкретному місці.  Перший крок до створення справді універсального фрегата відбувся з типом 81 «Трайбл», який спочатку був замовлений в 1956 році. Швидкість «Трайбл» у 24 вузла вважалася максимально можливою для відстеження підводних човнів за допомогою нових гідролокаторів середньої дальності , що саме надійшли на озброєння. Газова турбіна типу 81 забезпечила швидкий старт для фрегатів, не витрачаючи годин на запуск парових турбін, а надання можливості атакувати вертольотом на великі відстані вважалося важливим у ядерну епоху. Ці кораблі в основному були призначені для служби в тропіках, але їм не вистачало швидкості та озброєння, необхідних для пріоритетної ролі супроводу авіаносців на схід від Суеца, де швидкість та спроможність виявляти літаки  були настільки ж важливими, як і протичовнові можливості. Таким чином, нові фрегати поєднували б ролі Т12 і Т61. Варіант типу «Ротесі» для Королівського військово-морського флоту Нової Зеландії  HMNZS Otago, який надав всьому екіпажу кондиціонування, окремі ліжка та кафетерій  а також розроблений проект на замовлення цього ж флоту з оцінки можливостей Type 12 «Вітсбі» перевозити 2 більші протичовнові вертольоти Wessex. стали основою для розробки покращеного проєкту типу 12.

## Служба у Королівському флоті
Впродовж тривалої служби у Королівському флоті «Ліндери» були заадіяні під час протистояння Індонезії та Малайзії в 1963—1966 роках. Тріскові війни 1973 і 1975—1976 років, під час яких HMS Diomede отримав серйозні пошкодження через 30-футову пробоїну у корпусі після того, як був протаранений патрульним кораблем берегової охорони Ісландії. Фрегати з їх тонкими корпусами були набагато менш пристосовані для цього завдання, ніж пізніші морські патрульні кораблі.
Четверо представників типу брали участь у бойових діях під час Фолклендської війни 1982 року, три представники другої серії модернізації: HMS Argonaut, HMS Minerva і HMS Penelope Argonaut зазнав 15 повітряних атак у протоці Сан-Карлос і був уражений кількома бомбами та гарматним вогнем. Він перебував на мілині протягом шести днів, у передньому магазині ракет «Сікет» та у машинному відділені були знешкоджені дві бомби. Перший оснащений ракетами «Сівулф» HMS Andromeda був одним із трьох фрегатів, оснащених найновішою зенітною ракетою Королівського флоту на війні, і служив під час війни критичним «голкіпером» — останньою лінією оборони для авіаносця HMS Invincible під час війни. П'ять немодернізованих, оснащених артилерією, «Ліндерів» з широким корпусом прибули в зону бойових дій в останній тиждень конфлікту і відразу після нього, щоб служити в повоєнній оперативної групи на чолі з абсолютно новим авіаносцем HMS Illustrious. Під час конфлікту команда аргентинських військово-морських диверсантів зробила спробу встановити міни на HMS Ariadne в Гібралтарі. Цей останній представник типу, введений в експлуатацію в 1973 році, як і два, побудовані для Чилі, мав спеціальні системи радіоелектронної боротьби для протидії протикорабельним ракетам Exocet, і аргентинські спецслужби, можливо, передбачали, що «Аріадна» буде направлена до Фолклендських островів, що насправді сталося лише після закінчення війни.
Кораблі відмінно показали себе на службі Королівського флоту, з відносно низьким рівнем шумності, який дозволяв буксируваному гідролокатору 2031(I) дальність дії понад 100 миль, що краща, ніж у більш досконалого гідролокатора 2031(Z), якщо він встановлений на фрегатах Type 22. Однак усі «Ліндери» на службі Королівського флоту були виведені з експлуатації на початку 1990-х років через старіння конструкції кораблів і велику кількість екіпажу. «Сцилла» була затоплена 27 березня 2004 року як штучний риф біля Корнуолла, через одинадцять років після її виведення з експлуатації в 1993 році.